# Ga Incheon
Ga Incheon (Tiếng Hàn: 인천역, Hanja: 仁川驛) là ga tàu điện ngầm, ga trung chuyển và ga cuối của Tàu điện ngầm vùng thủ đô Seoul tuyến 1 và Tuyến Suin–Bundang ở Gaehang-dong, Jung-gu, Incheon, Hàn Quốc. Thời gian đi từ ga Incheon đến Ga Seoul trên Tuyến 1 là 68 phút, và đi đến Ga Suwon ở Gyeonggi-do, trên nhánh khác tuyến 1 mất 91 phút, chuyển đổi tại Guro.

## Lịch sử
Ga Incheon mở cửa vào 18 tháng 9 năm 1899 và phục vụ cho Tàu điện ngầm Seoul từ ngày 15 tháng 8 năm 1974.

## Bố trí ga

### Tuyến số 1 (1F)
| ↑ Dongincheon    |
| ３ \| ２１ \|    |
|                  |
| Bắt đầu·Kết thúc |

| １ | ●Tuyến 1 | Địa phương | ← Hướng đi Guro · Đại học Kwangwoon · Dongducheon · Yeoncheon |
| ２ | ●Tuyến 1 | Địa phương | ← Hướng đi Guro · Đại học Kwangwoon · Dongducheon · Yeoncheon |
| ３ | ●Tuyến 1 | Địa phương | → Bắt đầu · Kết thúc và dừng tại ga này                       |

### Tuyến Suin–Bundang (B3F)
| ↑ Sinpo          |
| \| ２ １ \|      |
| Bắt đầu·Kết thúc |

| １ | ●Tuyến Suin–Bundang | → Kết thúc tại ga này                      |
| ２ | ●Tuyến Suin–Bundang | ← Hướng đi Suwon · Jukjeon · Cheongnyangni |

## Vùng lân cận
- Lối thoát 1: Phố người Hoa, công viên tự do, Cảng Incheon, Wolmido

## Mở rộng
Ga Incheon trong tương lai sẽ trở thành giao điểm giữa 3 tuyến. Tuyến Suin được tái xây dựng từ Suwon đến Incheon và sẽ sáp nhập với Tuyến Bundang trên đường đi, cả hai đều chạy đến Incheon. Incheon sẽ trở thành Ga 161 (Tuyến 1) và K269 (Tuyến Suin). Wolmido Galaxy Rail, kể từ khi bị hủy bỏ, sẽ phục vụ cho ga Incheon.